# Джон Ніколсон (велогонщик)
Джон Ніколсон (англ. John Nicholson, 22 червня 1949) — австралійський велогонщик.
Срібний призер Олімпійських Ігор 1972 року в індивідуальному спринті, учасник 1968 року.
Переможець Ігор Співдружності 1970 (індивідуальний спринт), 1974 (індивідуальний спринт) років, срібний призер 1974 року в роздільній гонці.
Чемпіон світу з трекових велоперегонів 1975 (спринт), 1976 (спринт) років, срібний призер 1974 року в спринті, бронзовий призер 1977 року в спринті.